# Anzur Ismailov
Anzur Ismailov (ur. 21 kwietnia 1985) – uzbecki piłkarz grający na pozycji obrońcy.

## Kariera klubowa
Karierę piłkarską Ismailov rozpoczął w klubie Traktor Taszkent. W 2003 roku zadebiutował w jego barwach w pierwszej lidze uzbeckiej. Po pół roku gry w tym klubie przeszedł do Paxtakoru Taszkent i jeszcze w 2003 roku został z nim po raz pierwszy w karierze mistrzem kraju. Wtedy też zdobył Puchar Uzbekistanu. Od 2004 do 2007 roku jeszcze czterokrotnie z rzędu wywalczył z Paxtakorem tytuł mistrzowski. W latach 2004, 2005, 2006, 2007 i 2009 zdobył pięć pucharów kraju.
Na początku 2010 roku Ismailov odszedł z Paxtakoru do Bunyodkoru Taszkent, mistrza kraju z 2009 roku.

## Kariera reprezentacyjna
W reprezentacji Uzbekistanu Ismailov zadebiutował w 2007 roku. W tym samym roku został powołany przez selekcjonera Raufa Inileyeva do kadry na Puchar Azji 2007. Tam rozegrał jedno spotkanie, z Malezją (5:0).